# Церковь Святого Эгидия (Мюнстер)

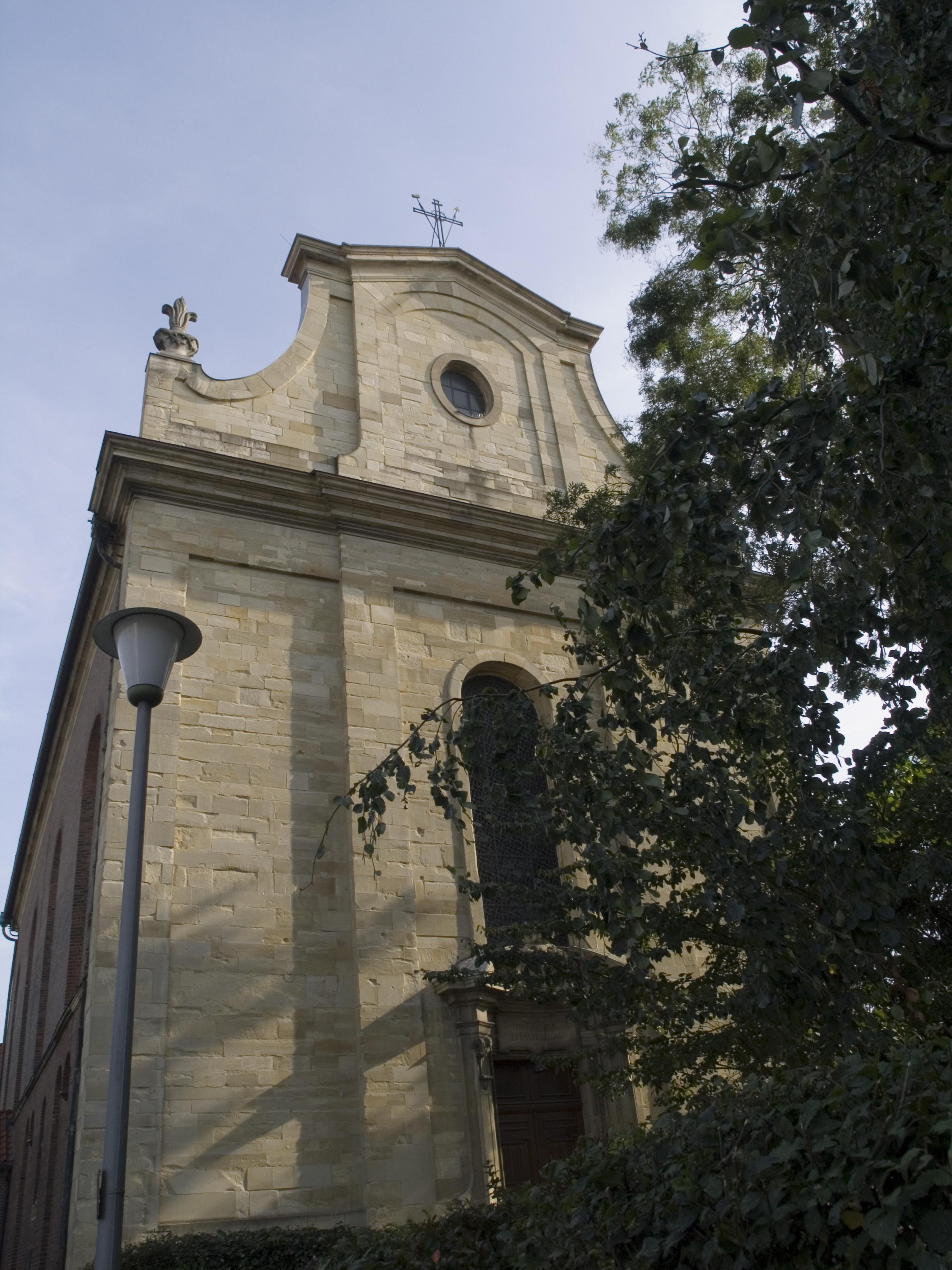
Западный фасад

Церковь Святого Эгидия (нем. St. Aegidii, также Эгидиикирхе, нем. Aegidiikirche) — католическая церковь в историческом центре города Мюнстер (федеральная земля Северный Рейн-Вестфалия). Церковь расположена на одноимённой площади Эгидикирхплац в юго-западной части Старого города.
Первая церковь Святого Эгидия появилась в Мюнстере приблизительно в 1174 году, по крайней мере в 1181 году церковь уже существовала, чему есть документальные подтверждения. В 1184 году при церкви возникает монастырь — это был самый первый цистерцианский монастырь в Вестфалии. Эта церковь обрушилась в 1821 году и была снесена. Сейчас на этом месте находится площадь Aegidiimarkt.

Нынешняя церковь Святого Эгидия, построенная в стиле классицизма, находится примерно в 100 м восточнее, от того места, где находилась старая церковь. Эта церковь была сооружена в 1724—1729 годах по проекту архитектора Иоганна Конрада Шлауна для монастыря капуцинов. После сноса старой церкви Святого Эгидия её община была объединена с общиной капуцинской церкви. Сейчас церковь относится к приходу церкви Святого Ламберта.